# 타카하타 아츠코
타카하타 아츠코(일본어: 高畑 淳子, 1954년 10월 11일~)는 일본의 배우, 성우, 탤런트이다. 가가와현 젠쓰지시 출신이다.